# Formicosepsis paratinctipennis
Formicosepsis paratinctipennis är en tvåvingeart som beskrevs av Papp 2006. Formicosepsis paratinctipennis ingår i släktet Formicosepsis och familjen Cypselosomatidae.
Artens utbredningsområde är Thailand. Inga underarter finns listade i Catalogue of Life.